# گنجشک بروئر
گنجشک بروئر (نام علمی: Spizella breweri) نام یک گونه از سرده سهره‌چه‌ها است.